# Anselmo Jover Peralta
Anselmo Jover Peralta (Carapeguá, 1895-Asunción, 1970) fue un sociólogo, profesor, ensayista, poeta, lingüista, político y socialista paraguayo. Era además un conocido militante del Partido Revolucionario Febrerista.

## Biografía
Anselmo Jover Peralta nació en la ciudad de Carapeguá, Departamento de Paraguarí, el 21 de abril del año 1895 y falleció el 21 de junio de 1970 en el Hospital de Clínica de Asunción.Sus restos mortales se encuentran en el cementerio de la Recoleta. Estuvo casado con Doña Matilde Lucía Pane y su única hija se llama María de Jesús Matilde. Cursó sus estudios en la Escuela Normal de la Asunción y de Montevideo. En la capital del Uruguay obtuvo el título de profesor normal.
También obtuvo el diploma de bachiller en el Colegio Nacional de la Capital, de Paraguay, y estudió derecho en la Universidad Nacional de Asunción.

### Enseñanza
Fue profesor en la Escuela Normal, y en el Colegio Nacional de la Capital, en Asunción, junto a Lidia Frutos de González.

### Actividad periodística y cultural
Participó en la redacción de El Diario. Junto a Federico García, fundaría en 1919 la revista Pórtico.Participó también de la fundación de la Academia Paraguaya de la Lengua Española, el 30 de junio de 1927.

### Militancia política
En su juventud, Jover Peralta fue miembro del Partido Liberal, e incluso llegó a ocupar una banca en la Cámara de Diputados. Sin embargo, en la década del 20, se convirtió en socialista, hasta su muerte. Participó de la Revolución de febrero de 1936, donde ocupó el cargo de Ministro de Justicia, Culto e Instrucción Pública. Durante su periodo de ministro, se creó la Facultad de Odontología y la Facultad de Ciencias Económicas de la Universidad Nacional de Asunción. Luego representaría diplomáticamente al Paraguay frente a los gobiernos de México, Cuba, y Colombia. Se sabe de su intención de fundar, el año de la revolución, un Partido Socialista, de la fusión de la Unión Nacional Revolucionaria y el Partido Comunista Paraguayo. Sin embargo, Oscar Creydt, un dirigente comunista de la época rechazo esa oferta, y la fusión de los dos partidos de izquierda no sucedió.
Con la caída del gobierno revolucionario, el 13 de agosto de 1937, Jover Peralta iría al exilio a Buenos Aires, como numerosos otros febreristas, donde fundaría en 1938 el Partido Revolucionario Paraguayo, de corta existencia, y que intentó constituirse como el partido de la revolución del 36.
Seguiría luego militando en el Movimiento Febrerista en los años 1940, hasta llegar finalmente a la fundación del PRF, en 1951, el partido de la revolución socialista.No es correcta la biografía de Anselmo jover Peralta ya que su único hijo fue Manuel Pablo Jover Báez.

## Obras destacadas
- Escuelas Literarias (1925)
- Sobre la reforma educacional (1926)
- Sobre enseñanza de la literatura (1929)
- Nuestra defensa (1931)
- El bilingüismo en América (1936)
- Vida y Pasión de la Mujer Paraguaya (1941)
- Cancionero del Mate (Buenos Aires, 1942, con el seudónimo de Luzán del Campo)
- El Paraguay Revolucionario (1946)
- Toponimia guaraní y Onomástica guaraní (1949
- Diccionario guarani-español (1949)
- El guaraní en la geografía de América (1950)